# Josip Filipović
Josip Filipović, född 8 maj 1996, är en kroatisk fotbollsspelare som spelar för Hrvatski Dragovoljac.

## Karriär
Den 9 februari 2021 värvades Filipović av Mjällby AIF, där han skrev på ett tvåårskontrakt. Filipović tävlingsdebuterade den 21 februari 2021 i en 3–1-vinst över Akropolis IF i Svenska cupen, där han blev inbytt i den 61:a minuten mot Daan Klinkenberg. Filipović gjorde allsvensk debut den 13 maj 2021 i en 1–1-match mot Halmstads BK, där han blev inbytt i den 70:e minuten mot Kadir Hodzic. Filipović spelade totalt tre ligamatcher och två cupmatcher under säsongen 2021. I juli 2022 lämnade Filipović Mjällby efter att kommit överens med Mjällby om att bryta kontraktet.
I mars 2023 blev Filipović klar för spel i kroatiska Hrvatski Dragovoljac.

## Meriter
Inter Zaprešić
- 2. HNL: 2014/2015